# Vejle-Vandel-Grindsted Jernbane
Vejle-Vandel-Grindsted Jernbane var en dansk privatbane, der blev anlagt i to etaper: Vejle-Vandel i 1897 og Vandel-Grindsted i 1914. Den blev nedlagt i 1957.

## Vejle-Vandel Jernbane
Vejle-Vandel Jernbane (VVJ) var et af resultaterne af "jernbanekrigen" mellem Vejle og Kolding, der kæmpede om det vestlige opland. Kolding havde planer om en jernbane til Randbøl/Vandel området. Det blev Vejle, der i den store jernbanelov fra 1894 fik banen til Vandel. Kolding fik i stedet en bane til Egtved. Koncession på Vandelbanen blev givet 6. november 1894.
VVJ fik endestation på Vejle Nordbanegård. Her havde banen remise og værksted og indtil 1914 hovedkontor. Fra Vandelbanens synspunkt burde Nordbanegården have heddet Vestbanegården, men den var etableret 3 år tidligere af Vejle-Give Jernbane, som Vandelbanen fik driftsfællesskab med indtil 1914.
Banens passagerer måtte gå eller tage omnibus, hvis de skulle fra Vejle Nord til Vejle H. Først i 1955 fik Vandelbanens tog lov til at køre igennem til Vejle H, selvom man 11. oktober 1933 havde indviet højbanen, så den voksende biltrafik ikke skulle stoppe hver gang et tog var på vej.

## Vejle-Vandel-Grindsted Jernbane
Kort efter VVJ's åbning fremkom der planer om at forlænge banen til Grindsted. Lovhjemlen kom i den store jernbanelov fra 1908, og koncessionen blev givet 20. september 1912. Efter forlængelsen i 1914 ændrede VVJ navn til Vejle-Vandel-Grindsted Jernbane (VVGJ). I 1914 overtog DSB Vejle-Give Jernbane, herunder også Vejle Nordbanegård, så Vandelbanens hovedkontor måtte flyttes, først til Gormsgade 19 og i 1923 til banens nye administrationsbygning på Grejsdalsvej 17.
Remise og drejeskive i Vandel blev overflødige ved forlængelsen. Remisen blev ombygget til tjenestebolig for baneformanden, og drejeskiven blev brugt som en slags sporskifte på kartoffelmelsfabrikken i Vingsted Mølle. En ny remise blev opført i Grindsted sammen med en midlertidig stationsbygning. Vandelbanen var den første jernbane, der kom til Grindsted, som i de næste 5 år udviklede sig til et af Danmarks største jernbaneknudepunkter med baner i 6 retninger. Vandelbanen varetog embedet som stationsforstander i to år indtil Diagonalbanen kom til Grindsted og DSB's store stationsbygning blev indviet.

## Driften
VVGJ var en typisk oplandsbane med en god godstrafik i de første år, især til De Forenede Papirfabrikker i Haraldskær Fabrik og Vingsted Mølle samt mergel og kalk til jordforbedring af den flade hede mellem Vandel og Grindsted. 15. marts 1927 blev der indført motordrift, og samme år blev der oprettet 6 nye trinbrætter.
Under 2. verdenskrig var det især store transporter for den tyske besættelsesmagt, som prægede banens trafik, især til skydebanerne i Vingsted Mølle og anlægget af flyvepladsen i Vandel. Hertil kom transport af store mængder tørv og brunkul til de østjyske byer. Efter krigen var banen stærkt nedslidt, og trods modernisering i 1948 med to skinnebusser fra Scandia-fabrikkerne i Randers faldt person- og godstrafikken.

## Strækningsdata
- Åbnet:
  - Vejle-Vandel (28,3 km) 10. september 1897
  - Vandel-Grindsted (18,9 km) 21. maj 1914
- Samlet længde: 47,2 km
- Sporvidde: 1.435 mm
- Skinnevægt (1957): 17,5, 22,45 og 24 kg/m
- Maks. hastighed: 60 km/t
- Nedlagt: 31. marts 1957

De første 4,7 km spor fra Vejle blev udskiftet i 1922, og i 1935 udskiftede man 7 km spor, især i de skarpeste kurver

## Standsningssteder
Km fra Vejle Nordbanegård.
- Vejle H – forbindelse med Fredericia-Skanderborg-Aarhus Jernbane og Vejle-Holstebro-banen.
- Vejle Nordbanegård i km 0,0 – forbindelse med Vejle-Give Jernbane.
- Svanholm trinbræt i km 1,5 fra 17. august 1929.
- Trædballe trinbræt i km 3,1. Officielt fra 15. juli 1931, men inden da standsede toget med selskaber, der skulle til det landskendte forlystelsessted Trædballehus og var anmeldt i forvejen.
- Skibet holdeplads i km 6,2.
- Kvak Mølle trinbræt i km 7,2 fra 22. december 1927.
- Haraldskær Fabrik holdeplads i km 9,6. Fabrikken anlagde et sidespor til sin oplagsplads, hvorfra den med en tipvognsbane transporterede træ til træsliberiet, der var i drift til 1922.
- Vingsted Mølle holdeplads i km 11,8. Da Vandelbanen i 1914 ikke længere havde baneafdeling fælles med Givebanen, blev der her opført et træskur til redskaber, motordræsine mv.
- Keldkær sidespor i km 12,4 var i brug fra 9. december 1932 til 1939. Herfra gik en tipvognsbane til et mergelleje på herregården Kjeldkærs mark.
- Teglgård trinbræt i km 12,8 fra 24. september 1927.
- Ravning holdeplads i km 14,2. Fra starten kun med stikspor, men fra 1901 med 160 m omløbsspor som de andre holdepladser.
- Søgård trinbræt i km 15,7 fra 24. september 1927.
- Lihmskov holdeplads i km 17,3.
- Bindeballe holdeplads i km 20,7.
- Springbjerg sidespor i km 22,5 fra 11. maj 1925. Afløste Hofmansfeld sidespor. Efter at Vejle Amts Vejvæsen i 1932 holdt op med at bruge grusgraven, hentede banen ballast her.
- Hofmansfeld sidespor i km 23,3 fra 20. november 1923 til 2. maj 1925. Med rampe og tipvognsbane til sten- og grusgrav, som Vejle Amts Vejvæsen benyttede.
- Hofmansfeld trinbræt i km 23,4 fra 27. marts 1929.
- Skærhølgård i km 24,8. Kun brugt under strejken i 1956 til læsning af olie på fri bane.
- Randbøl holdeplads i km 25,5.
- Vandel station i km 28,3 med sidespor til Flyvestation Vandel.
- Brunhøj trinbræt i km 29,3 fra december 1936 (uofficielt).
- Østerby holdeplads i km 32,2. Nedsat til trinbræt 1. oktober 1950.
- Billund station i km 35,1.
- Elkjær trinbræt i km 37,6 fra 27. marts 1927.
- Krog trinbræt i km 39,0 fra 27. marts 1927.
- Løvlund holdeplads i km 41,1.
- Hinnum trinbræt i km 42,9 fra 27. marts 1927.
- Grindsted station i km 47,2 med remise – forbindelse med Diagonalbanen, Troldhede-Kolding-Vejen Jernbane og Varde-Grindsted Jernbane.

### Bevarede stationsbygninger
Vejle Nordbanegård blev revet ned i maj 1984 – da var remise og værksted for længst væk. Holdepladsen Skibet er også nedrevet og bygningen på Østerby Holdeplads er ombygget til ukendelighed. Billund stationsbygning blev nedrevet i september 2018, efter at have tjent som værtshus i mange år. Stationsbygningerne på strækningen Vandel-Grindsted er tegnet af den lokale arkitekt Vilhelm Petersen.
- Haraldskær Fabrik: Kærbøllingvej 106
- Vingsted Mølle: Skyttevej 4
- Ravning: Ravningvej 25
- Lihmskov: Tørskindvej 89
- Bindeballe: Bindeballevej 101
- Randbøl: Hærvejen 45
- Vandel: Gl. Stationsvej 8
- Billund: Lindevej 8, nedrevet 2018
- Løvlund: Løvlund Stationsvej 1

## Strækninger hvor banetracéet er bevaret
Af banens 47 km er banetracéet bevaret og tilgængeligt på 23½ km. Heraf indgår 18½ km i cykelruten Bindeballestien, der blev indviet 9. maj 1987 og går fra Aagade i Vejle til Bindeballe købmandsgård.
- Langs tre baggårde i Svendsgade i Vejle 1963
- Bindeballestien fortsætter for enden af Vestbanevej
- Bindeballestien krydser en bæk ved Skibet
- Bindeballestien krydser Vejle Å mellem Haraldskær og Vingsted
- Skinner på Bindeballe Station
- Krydser Hærvejen mellem Bindeballe og Randbøl
- Km 26 mellem Randbøl og Vandel
- Gennem Randbølgård Plantage
- Øst for Nordre Kirkevej i udkanten af Billund